# Rakel Wärmländer
Rakel Amalia Wärmländer, ursprungligen Zacharias, född 3 oktober 1980 i Oscars församling i Stockholm, är en svensk skådespelare.

## Biografi
Rakel Wärmländer är dotter till Tom Zacharias och Dorotea Wärmländer och har tre äldre bröder. Barnen växte upp på Östermalm i Stockholm med sin ensamstående mor, som 1985 gifte om sig med landshövding Lennart Sandgren, varpå de flyttade till Tessinska palatset. Hon började med teater när hon var nio år i Astrid Lindgrens Kalas i Lönneberga på Dramaten 1989. Därefter medverkade hon i tv-produktioner som "Tina" i SVT:s miniserie Skuggornas hus (1996), Stig Larssons Grötbögen (1997) och långkörar-serien Skilda världar (1999). När hon var 19 år flyttade hon till New York och studerade ett år vid teaterskolan The Neighbourhood Playhouse School of the Theatre, varefter hon återvände hem och spelade på Galeasen i Stockholm tillsammans med Darling Desperados. 2006 utexaminerades hon från Teaterhögskolan i Malmö.
Rakel Wärmländer har i film- och TV-sammanhang främst spelat i olika TV-serier som Cleo (2002), Spung (2002), Våra vänners liv (2010), Sommaren med släkten och Vuxna människor (2022). Hon har också gjort huvudroller i långfilmer som Helena Bergströms regidebut Se upp för dårarna (2007) och Kajsa Ingemarsson-filmatiseringen Små citroner gula (2013). I Beckfilmen Okänd avsändare (2001) spelade hon en ensamstående mamma som blivit fråntagen sitt barn. Hon gör dessutom rösten till "Fio" från den animerade filmen Porco Rosso som hade premiär i Sverige på 1990-talet.
Under flera år har hon varit verksam vid Stockholms stadsteater och till exempel spelat Pippi Långstrump i Jonna Nordenskiölds uppsättning av Pippi Långstrump - världens starkaste (2007), "Tessa" i Juloratoriet och en av rollerna i Caryl Churchills feministiska drama Top Girls (2012). 2012 regisserade hon tillsammans med Louise Peterhoff Strindbergs Moderskärlek med stadsteatern på Liljevalchs konsthall. Hon har även spelat på Folkteatern i Göteborg.
Vintern 2016 medverkade hon i Niklas Strömstedts krogshow Storhetsvansinne på Hamburger Börs.
Tv-serien Limbo (2023) är inspirerad av Wärmländers egna ungdomsupplevelser, då hennes nära vänner skadades i en bilolycka. Utöver att spela en av huvudrollerna debuterade hon här även som en av två manusförfattare samt exekutiv producent.

## Privatliv
Rakel Wärmländer har två döttrar tillsammans med skådespelaren Lars Bringås.

## Filmografi (i urval)
- 1996 – Skuggornas hus (TV-serie)
- 1997 – Grötbögen
- 1998 – Glöm inte mamma! (TV-serie)
- 1999 – Skilda världar (TV-serie)
- 2001 – Beck – Okänd avsändare
- 2002 – Bella – bland kryddor och kriminella (TV-serie) Gästroll i del 2
- 2002 – Cleo (TV-serie)
- 2002 – Spung (TV-serie)
- 2006 – Itzhaks julevangelium (TV-serie)
- 2007 – Se upp för dårarna
- 2010 – Kommissarie Winter – Rum nr 10 (TV-serie)
- 2010 – Våra vänners liv (TV-serie)
- 2013 – Små citroner gula
- 2015 – En underbar jävla jul
- 2015 – Minioner (röst)
- 2017–2022 – Sommaren med släkten (TV-serie)
- 2017 – Gåsmamman (TV-serie)
- 2017–2019 – Alex (TV-serie)
- 2018 – Gräns
- 2020 – Morden i Sandhamn (TV-serie)
- 2021 – Dancing Queens
- 2021 – Eva & Adam
- 2022 – Ur spår
- 2022 – Vuxna människor (TV-serie)
- 2023 – Limbo (TV-serie)
- 2025 – Där solen alltid skiner (TV-serie)

## Teater

### Roller (ej komplett)
| År   | Roll             | Produktion                                                  | Regi                              | Teater                                          |
| ---- | ---------------- | ----------------------------------------------------------- | --------------------------------- | ----------------------------------------------- |
| 2007 | Kaa              | Djungelboken Rudyard Kipling                                | Alexander Mørk-Eidem              | Stockholms stadsteater                          |
| 2012 | Waitress         | Top Girls Caryl Churchill                                   | Olof Hanson                       | Stockholms stadsteater                          |
| 2012 |                  | Moderskärlek August Strindberg                              | Louise Peterhoff Rakel Wärmländer | Stockholms stadsteater på Liljevalchs konsthall |
| 2012 | Andra tvillingen | Peter Pan och Wendy J.M. Barrie i ny version av Anders Duus | Pia Johansson                     | Stockholms stadsteater                          |
| 2014 | Hilda            | Det kan du drömma om, Hilda Chris Lee                       | Sissela Kyle                      | Stockholms stadsteater                          |

### Regi
| År   | Produktion   | Upphovsmän        | Teater                                                                                |
| ---- | ------------ | ----------------- | ------------------------------------------------------------------------------------- |
| 2012 | Moderskärlek | August Strindberg | Stockholms stadsteater på Liljevalchs konsthall Regi tillsammans med Louise Peterhoff |